# Консеврё
Консеврё (фр. Concevreux) — коммуна во Франции, находится в регионе Пикардия. Департамент коммуны — Эна. Входит в состав кантона Гиньикур. Округ коммуны — Лан.
Код INSEE коммуны — 02208.

## Население
Население коммуны на 2010 год составляло 259 человек.
| 1962 | 1968 | 1975 | 1982 | 1990 | 1999 | 2010 |
| ---- | ---- | ---- | ---- | ---- | ---- | ---- |
| 173  | 170  | 167  | 152  | 159  | 201  | 259  |

## Экономика
В 2010 году среди 163 человек трудоспособного возраста (15—64 лет) 137 были экономически активными, 26 — неактивными (показатель активности — 84,0 %, в 1999 году было 69,5 %). Из 137 активных жителей работали 127 человек (69 мужчин и 58 женщин), безработных было 10 (5 мужчин и 5 женщин). Среди 26 неактивных 6 человек были учениками или студентами, 10 — пенсионерами, 10 были неактивными по другим причинам.